# جاك كلانسي (لاعب كرة قدم أسترالية)
جاك كلانسي (بالإنجليزية: Jack Clancy)‏ هو لاعب كرة قدم أسترالية أسترالي، ولد في 13 يوليو 1934، وتوفي في 23 مارس 2014 في ملبورن في أستراليا.

## وصلات خارجية
- جاك كلانسي على موقع AustralianFootball.com (الإنجليزية)
- جاك كلانسي على موقع AFLtables.com (الإنجليزية)